# Theloderma moloch
Espèce
Synonymes
- Phrynoderma moloch Annandale, 1912
- Nyctixalus moloch (Annandale, 1912)

Statut de conservation UICN

 VU B1ab(iii) : Vulnérable
Theloderma moloch est une espèce d'amphibiens de la famille des Rhacophoridae.

## Répartition
Cette espèce se rencontre entre 300 et 1 500 m d'altitude, :
- en Chine au Tibet ;
- en Inde dans les États d'Arunachal Pradesh et d'Assam.

Sa présence est incertaine en Birmanie.

## Description

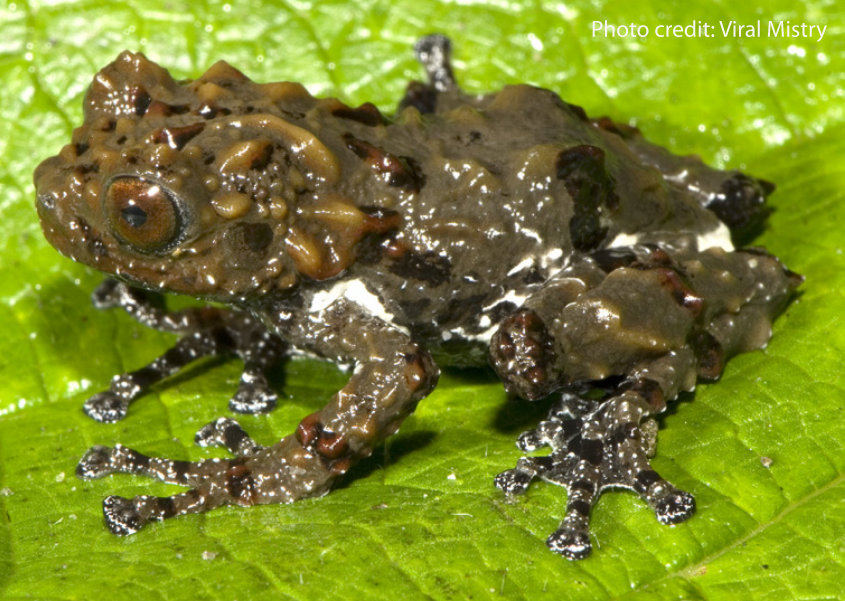
Theloderma moloch

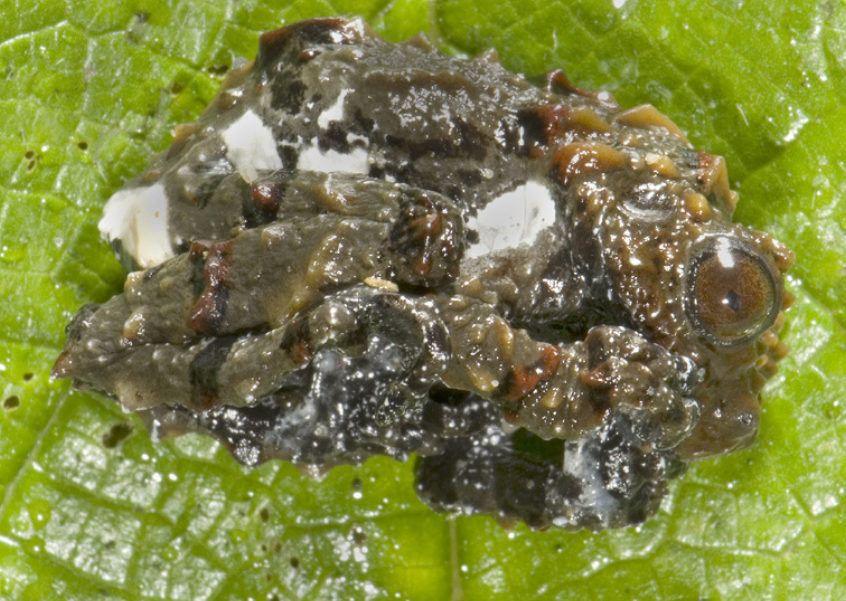
Theloderma moloch

Theloderma moloch mesure environ 40 mm. Son dos est gris avec de petites taches noires. Son ventre est noir et légèrement réticulé.

## Publication originale
- Annandale, 1912 : Zoological results of the Abor Expedition, 1911-1912. Records of the Indian Museum Calcutta, vol. 8, no 1, p. 7-59 (texte intégral).